# Anna Maria Skolarczyk
Anna Maria Skolarczyk (ur. 8 listopada 1956 w Tarnowie) – polska pływaczka, olimpijka, najlepsza w kraju w stylu klasycznym w latach siedemdziesiątych XX wieku, wielokrotna mistrzyni i rekordzistka Polski.

## Życiorys
Ukończyła Szkołę Podstawową nr 17 w tarnowskiej dzielnicy Mościce (1971). Absolwentka Liceum Zawodowego Przemysłu Chemicznego w Tarnowie (1975), studentka AWF w Krakowie i AWF w Katowicach.

### Kariera sportowa
Reprezentantka Unii Tarnów (1969–1979), wychowanka trenera Andrzeja Kiełbusiewicza, specjalistka w pływaniu stylem klasycznym.
Startowała w letniej olimpiadzie w Montrealu (1976).
Uczestniczyła w Uniwersjadach (Sofia 1977, Meksyk 1979), gdzie wywalczyła trzy brązowe medale. 16-krotna mistrzyni Polski, 20-krotna rekordzistka Polski (w basenie 25 m) oraz 17-krotna rekordzistka Polski (w basenie 50 m). Pięć razy wygrała plebiscyt na Najlepszych Sportowców Ziemi Tarnowskiej.

### Życie prywatne
167 cm wzrostu. W 1979 wyemigrowała do USA.